# Hypselodoris capensis
Hypselodoris capensis (Barnard, 1927) è un mollusco nudibranchio della famiglia Chromodorididae.

## Descrizione
Mantello di colore rosa pallido, bordo caratterizzato da macchie viola con punti rosa più scuro, quasi rosso, con macchie rosso e striature bianche su tutto il mantello. Rinofori di colore arancio, a "piuma", ciuffo branchiale di colore arancio. Molto simile alla colorazione di Hypselodoris carnea.

## Distribuzione e habitat
Questa specie è diffusa in Sudafrica da Cape Point a Transkei.